# Козельский вулкан
Козельский — потухший вулкан на Камчатке, входит в состав Авачинской группы вулканов и располагается в 19 километрах к западу от побережья Тихого океана. Вулкан довольно сильно разрушен. Абсолютная высота его вершины равна 2189 м. Вулкан представлен сложной постройкой с крупным эрозионно — взрывным кратером, открытым в восточном направлении. В этом же направлении спускается из кратера относительно небольшой ледник. Склоны вулкана изрыты рытвинами, а в юго-восточной части перекрыты короткими лавовыми потоками, различной степени сохранности.
На вулкане находится месторождение редкого минерала карбонадо (чёрный алмаз).
У подножья вулкана на высоте 850 м находится базовый лагерь для летней тренировки горнолыжников и как промежуточный для альпинистов.
Недалеко от вулкана находится захоронение вредных химических отходов.

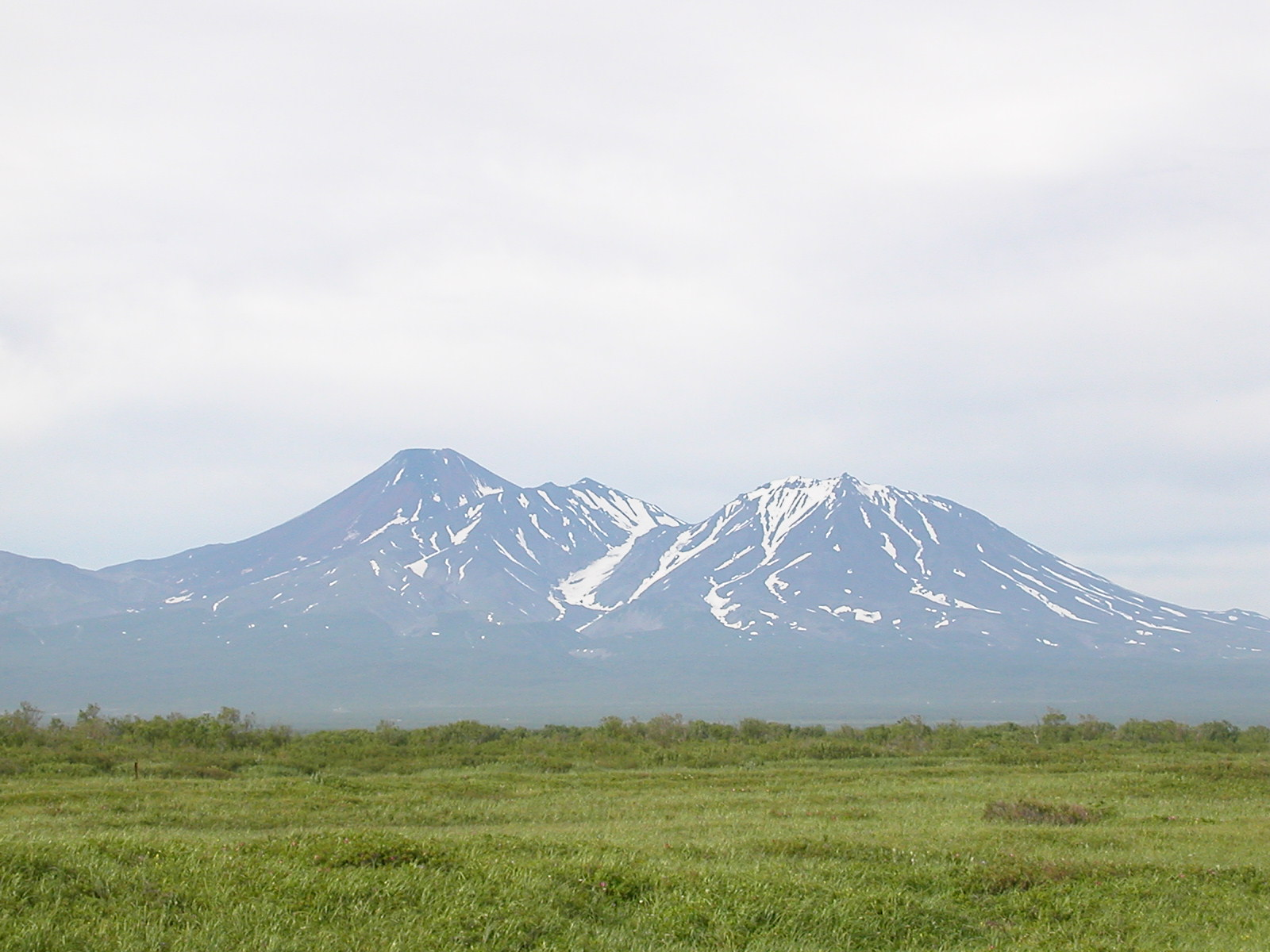
Слева — Авачинский вулкан, справа — Козельский вулкан. Вид с южной стороны (от города)
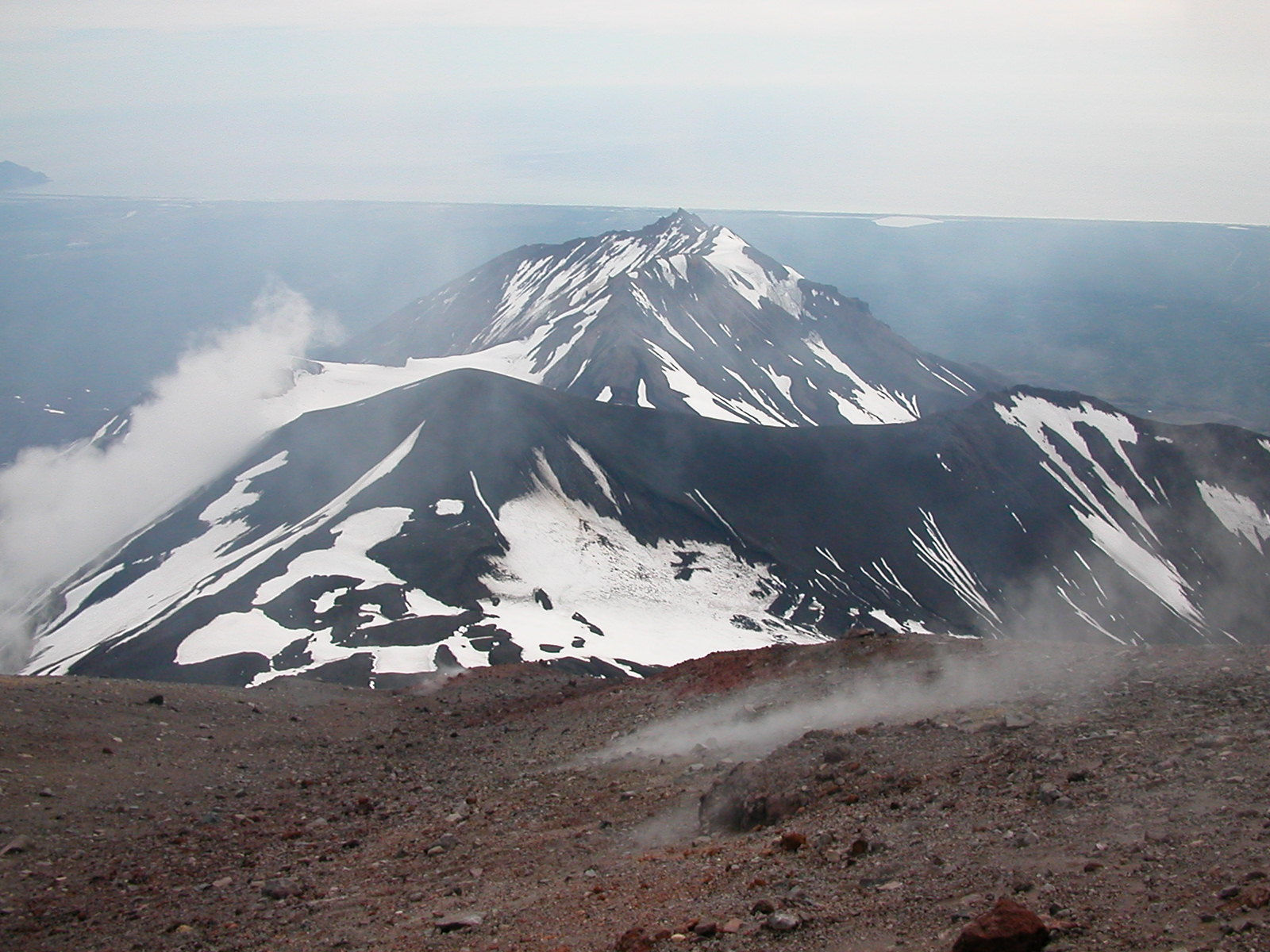
Вершина Козельского вулкана. Вид с конуса Авачинского вулкана